# ヨーゼフ・シリンガー

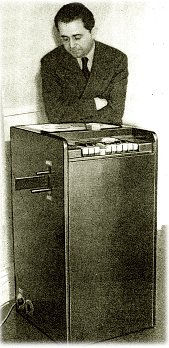
ヨーゼフ・シリンガーとリズミコン (Rhythmicon)。

ヨーゼフ・モイセエフスキー・シリンガー（Joseph Moiseyevich Schillinger、ロシア語: Иосиф Моисеевич Шиллингер、1895年9月1日 - 1943年3月23日）は、作曲家、音楽理論家であり、音楽作曲のシリンガー・システムを編み出した作曲法の教師である。シリンガーは、ロシア帝国ハリコフ県ハリコフ（現在のウクライナのハルキウ）に生まれ、ニューヨークで没した。
日本語では、名の英語読みを音写し、ジョセフ・シリンガーなどとする表記も見られる。

## 経歴
幼い頃から音楽に才能を示し、作曲なども始め、サンクトペテルブルク音楽院に進み、やがてロシア革命直後の時期に音楽教師となった。学生時代から、数理的手法を用いた音楽理論の構築に関心を寄せていたとされる。
1928年に初めてニューヨークを訪れたが、そのまま帰国せずに定住してしまう。1931年からはレオン・テルミンと協力して電子楽器の開発に乗り出し、1932年には私塾を開いてポピュラー音楽関係の作曲家などの指導に当たるようになった。シリンガーに作曲理論を学んだ者の中には、ジョージ・ガーシュウィンやグレン・ミラーなどがいた。
ジョージ・ガーシュウィンは、1932年から1936年にかけてシリンガーの下で学んだ。この時期にガーシュウィンは『ポーギーとベス』を作曲しており、このオペラに関しても、特にオーケストレーションについて、シリンガーに相談を持ちかけていた。シリンガーがガーシュウィンに与えた影響の性格については、見解が分かれている。ガーシュウィンの死後に『ポーギーとベス』が成功を収めると、シリンガーはこの作品の創作に関して自分が全面的に後見し、大幅かつ直接的に影響を与えていると主張した。ガーシュウィンの兄であるアイラ・ガーシュウィンは、弟は作品作りに何らの援助も受けていないとして、シリンガーの主張を全面的に否定した。シリンガーとガーシュウィンの師弟関係に関する、第三の立場からの説としては、ガーシュウィンの親友で、同じくシリンガーの弟子であったヴァーノン・デュークが書いて、1947年に『The Musical Quarterly』誌に掲載された文章がある。ガーシュウィンが、シリンガーの下で学んでいた時に書き留めたノート類の一部は、アメリカ議会図書館に所蔵されている。
シリンガーは、1936年にアメリカ合衆国の市民権を得、その後、独自の音楽理論をまとめた『芸術の数学的基礎 (Mathematical Basis of the Airs)』を著したが、それが出版に至らないまま、1943年に没した。また、シリンガーの死後、その講義ノートを編集した『音楽作曲のシリンガー・システム (The Schillinger System of Musical Composiction)』が出版された。
シリンガーの弟子の一人であったローレンス・バークは、1945年に自らが主宰する私塾をボストンに設け、これを師にあやかって「シリンガー・ハウス (Schillinger House)」と名付けたが、この私塾が後のバークリー音楽大学の起源となった。